# كينيث لورانس بودوان
كينيث لورانس بودوان (بالإنجليزية: Kenneth Lawrence Beaudoin)‏ هو شاعر أمريكي، ولد في 12 ديسمبر 1913، وتوفي في 19 مارس 1995.